# Pont d'Huvudsta
Huvudstabron (en français : pont d'Huvudsta) est un pont entre Solna et Stockholm en Suède. 

## Situation
Le pont relie le quartier d'Huvudsta de la commune de Solna au quartier d'Ulvsunda de l'ouest de Stockholm.

## Histoire
Dès les années 1930, un pont était prévu à cet endroit, mais cela ne s'est pas concrétisé. 
La construction du pont actuel a commencé  en 1964 et le pont a été inauguré en 1967. 
Le pont est constitué d'une structure en béton précontraint et mesure au total 286 mètres de long, divisé en six travées. La plus longue travée mesure 100 mètres, elle enjambe Bällstaviken et a une hauteur libre de 24 mètres. 
Le pont principal mesure 28,2 mètres de large et dispose de deux passerelles pour la circulation  douce de trois mètres de large chacune.
La rue Huvudstaleden traverse le pont. 
Le client était le bureau des rues de Stockholm et le maitre d'œuvre était la société municipale Gekonsult. L'entrée de construction était Skånska Cementgjuteriet.
Au cours du processus de planification, le nom de pont d'Ulvsunda a été proposé comme nom pour le pont actuel, mais après une consultation, le nom Huvudstabron a été décidé.

## Galerie

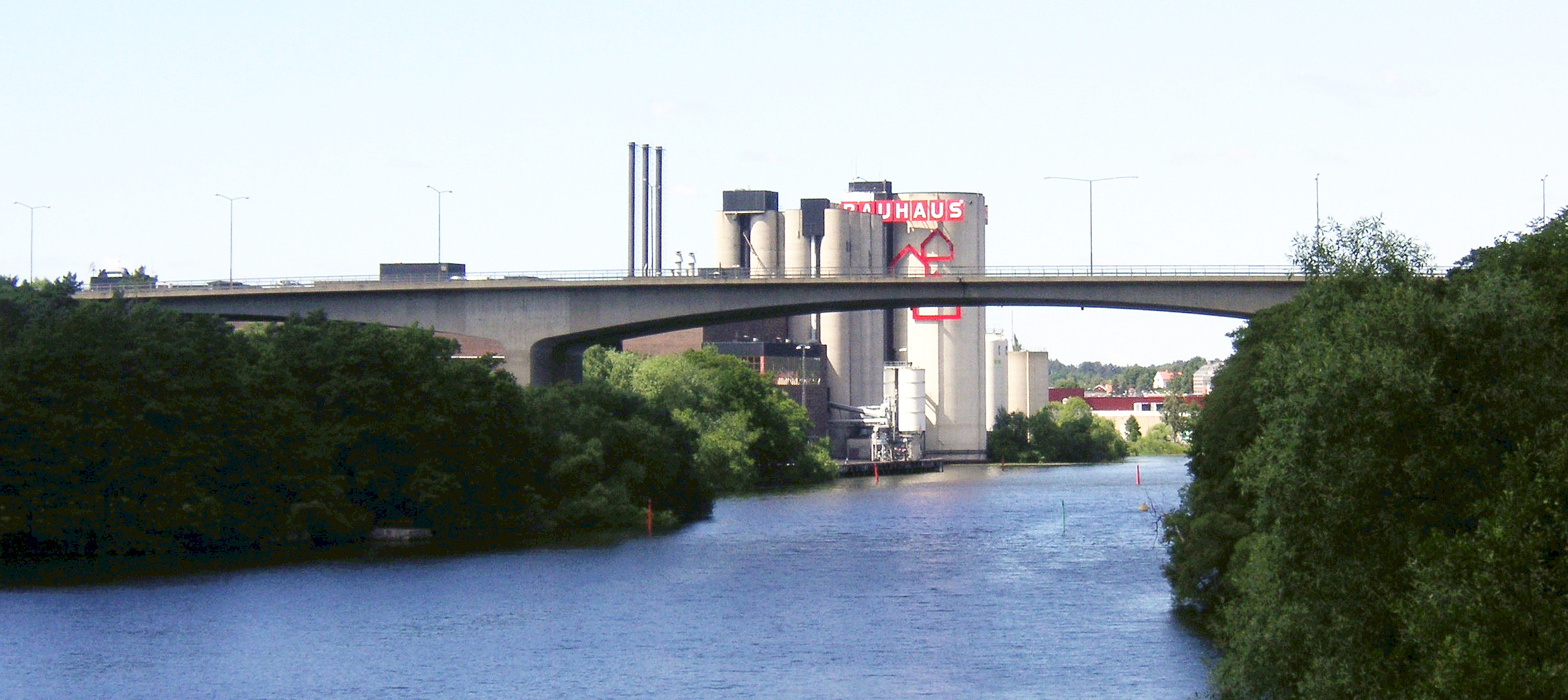
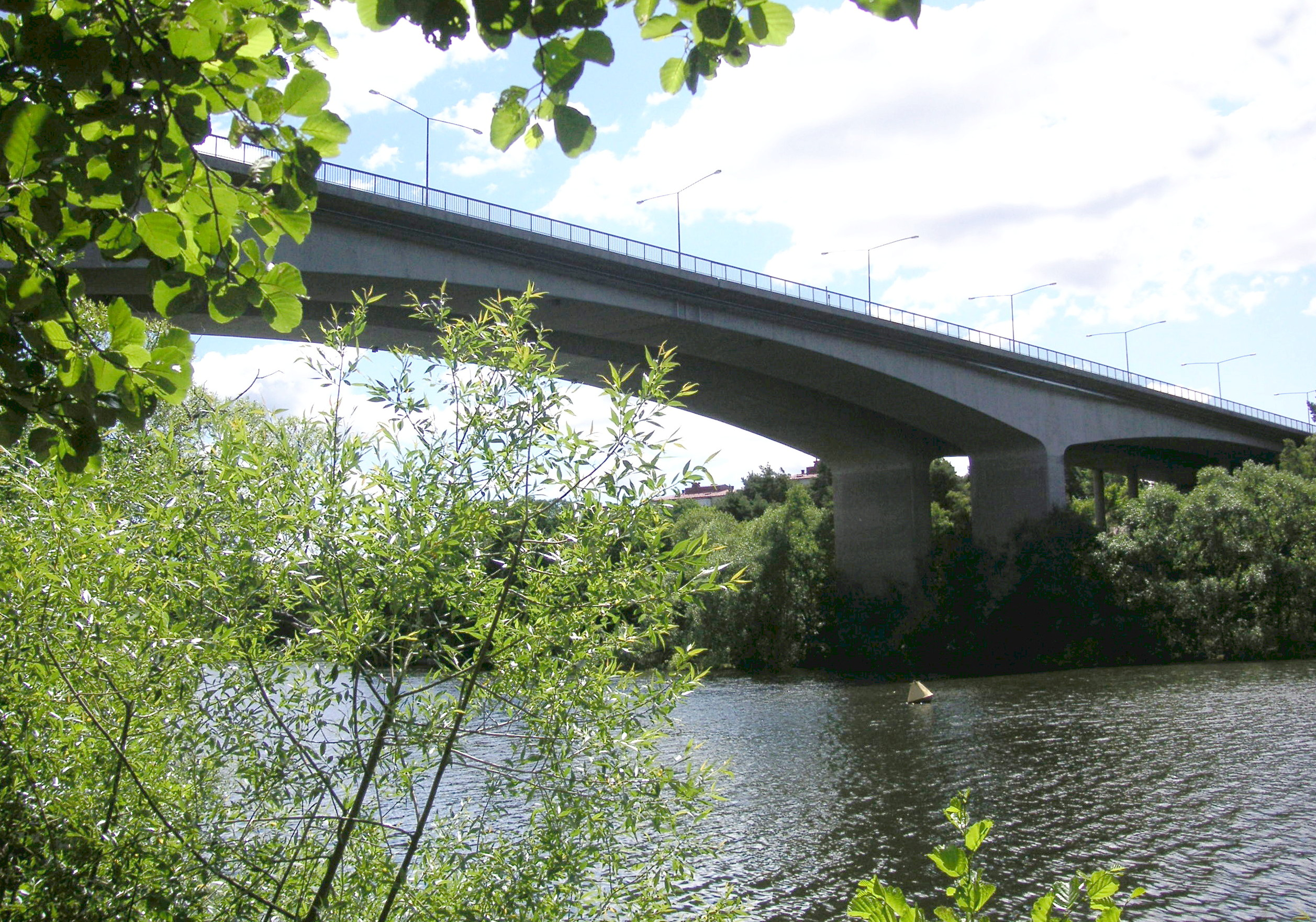
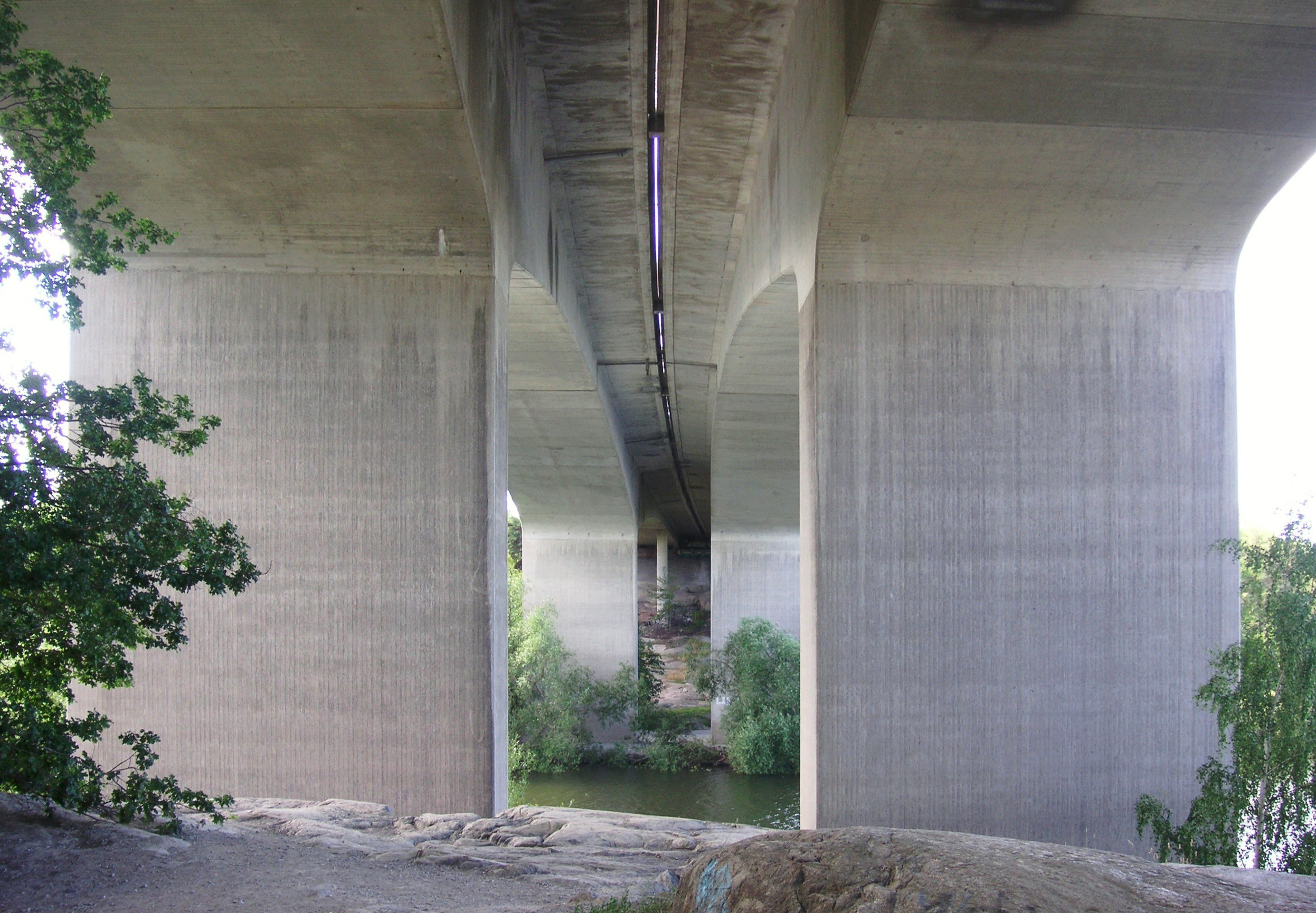
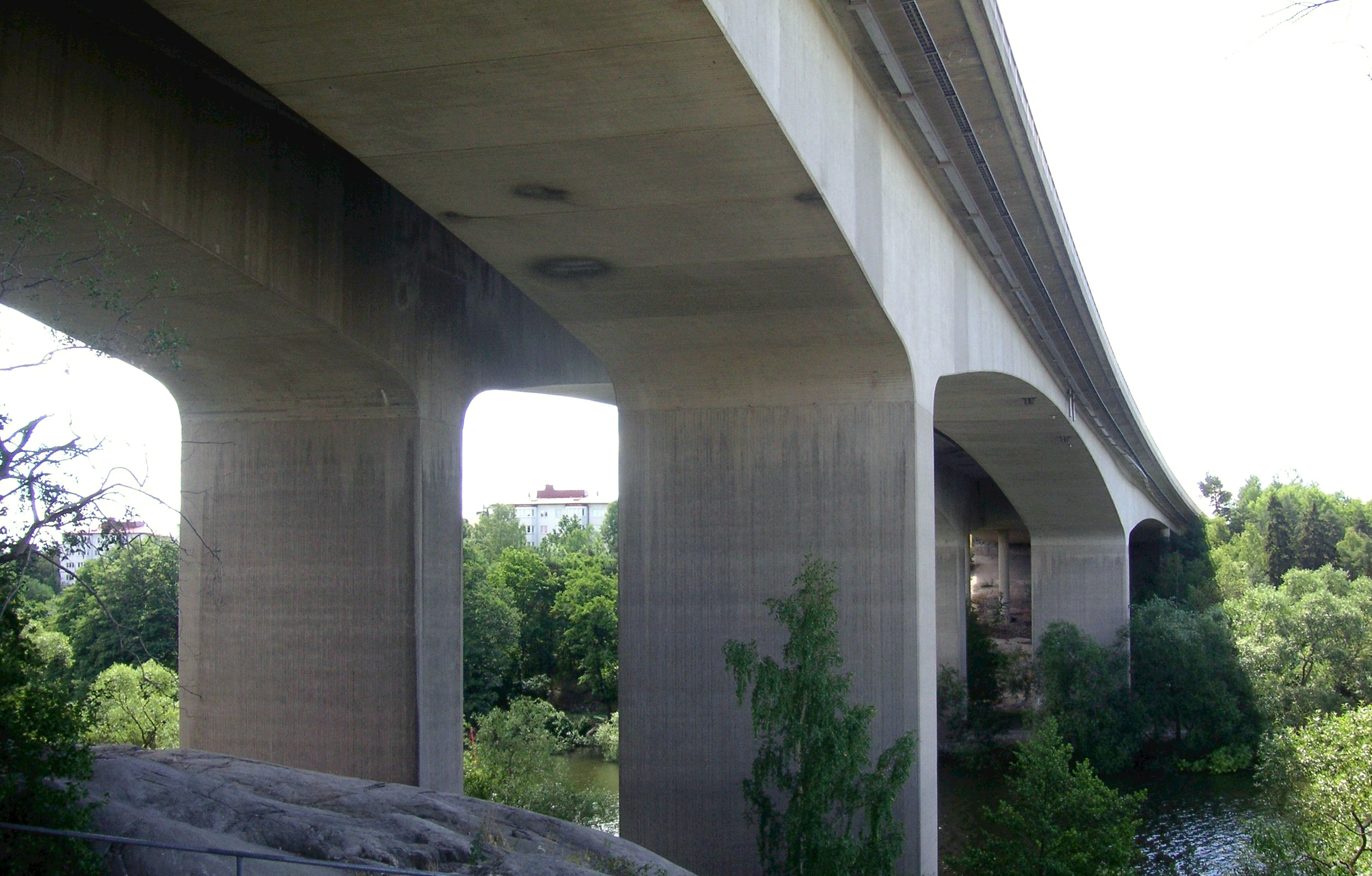